# Hultrasson
Pour l’article ayant un titre homophone, voir Ultrason.
Hultrasson est une série de bande dessinée franco-belge humoristique créée en 1964 par Marcel Remacle et Marcel Denis. La série apparaît la première fois dans le no 1351 du journal Spirou. Le premier scénario est signé par Vicq, sans toutefois qu'il soit crédité, les albums suivants sont scénarisés par Maurice Tillieux, qui n'est pas crédité pour deux d'entre eux. Il s'agit d'une série qui se déroule au temps des vikings. Elle est aussi connue sous le titre Hultrasson le viking. Après le duo créateur de la série, c'est Vittorio Léonardo au dessin qui va reprendre la série pour le temps d'un album.

## Synopsis
La série met en scène le viking Hultrasson et sa bande qui vont empêcher le terrible Sepadeffasson de renverser le roi Harald-les-beaux-cheveux.

## Historique
La série est créée en 1964 par Marcel Remacle et Marcel Denis dans le no 1351 du journal Spirou. Après sa série Le Vieux Nick, qui parait aussi dans Spirou, Marcel Remacle et Marcel Denis dessinent cette nouvelle série comique écrite par Vicq pour le premier tome puis par Maurice Tillieux. À partir de l'année 1965, les éditions Dupuis publie la série sous forme d'albums. Après trois histoires, Vittorio Léonardo reprend le dessin de la série pour une courte période.

## Personnages
| Nom                      | Description |
| ------------------------ | --- |
| Hultrasson               | Personnage principal de la série, c'est un viking dont le physique rappelle Astérix en plus rond. Il est livreur de bière, mais consacre l'essentiel de son temps à déjouer les complots de Sepadefasson. |
| Sepadeffasson            | Méchant de la série, ce viking grand et corpulent ambitionne de détrôner le roi Harald, mais la vigilance d'Hultrasson et sa propre sottise le font échouer chaque fois.                                  |
| Payasson (ou Paillasson) | Âme damnée de Sepadeffasson. Fourbe et servile personnage dont les idées sont trop rusées pour son maître (il a les traits d'Yvan Delporte, le rédacteur du journal Spirou à l'époque).                   |
| Harald-les-beaux-cheveux | Roi amateur d'alcool dont le rôle dans la série est plutôt secondaire. |
| Jivatijivatipa           | Sorcière alliée d'Hultrasson, possédant de grands pouvoirs qu'elle perd cependant quand elle a trop bu.                                                                                                   |
| Les frères Hamesson      | Triplés à la solde de Payasson, armoires à glace dont les intelligences réunies ne valent pas celle d'Averell Dalton, ils passent plus de temps à se battre entre eux qu'à s'en prendre à leurs ennemis.  |

### Épisodes
| No | Titre                                 | Nombre de pages | Scénario         | Dessin                      | Périodiques | Pays     | De                         | À                        | Remarque                                                                                          |
| -- | ------------------------------------- | --------------- | ---------------- | --------------------------- | ----------- | -------- | -------------------------- | ------------------------ | ------------------------------------------------------------------------------------------------- |
| 1  | Fais-moi peur Viking                  | 44              | Vicq             | Marcel Remacle Marcel Denis | Spirou      | Belgique | 5 mars 1964 (n°1351)       | 30 juillet 1964 (n°1372) |                                                                                                   |
| 2  | Hultrasson chez les Scots             | 44              | Maurice Tillieux | Marcel Remacle Marcel Denis | Spirou      | Belgique | 25 février 1965 (n°1402)   | 22 juillet 1965 (n°1423) | Cette histoire fait la couverture des numéros 1402 (25 février 1965) et 1412 (6 juin 1965).       |
| 3  | Hultrasson perd le nord               | 44              | Maurice Tillieux | Marcel Remacle Marcel Denis | Spirou      | Belgique | 29 septembre 1966 (n°1485) | 23 février 1967 (n°1506) | Cette histoire fait la couverture des numéros 1485 (29 septembre 1966) et 1495 (8 décembre 1966). |
| 4  | Les Vikings aux champs                | 6               | Marcel Denis     | Marcel Denis                | Spirou      | Belgique | 25 mai 1967 (n°1519)       |                          |                                                                                                   |
| 5  | L’Eau de politesse                    | 44              | Maurice Tillieux | Vittorio Léonardo           | Spirou      | Belgique | 29 mars 1973 (n°1824)      | 9 août 1973 (n°1843)     | Cette histoire fait la couverture du numéro 1834 (7 juin 1973).                                   |
| 6  | Hultrasson et la montagne aux oiseaux | 5               | Maurice Tillieux | Vittorio Léonardo           | Spirou      | Belgique | 5 février 1976 (n°1973)    |                          |                                                                                                   |

## Publication en albums
| Date         | Album | Album                     | Éditeur | Épisode | Épisode                   | Nombre | Remarque                |
| Date         | No    | Titre                     | Éditeur | No      | Titre                     | Nombre | Remarque                |
| ------------ | ----- | ------------------------- | ------- | ------- | ------------------------- | ------ | ----------------------- |
| janvier 1965 | 1     | Fais-moi peur, Viking     | Dupuis  | 1       | Fais-moi peur, Viking     | 44     | album broché en couleur |
| janvier 1966 | 2     | Hultrasson chez les Scots | Dupuis  | 2       | Hultrasson chez les Scots | 44     | album broché en couleur |
| janvier 1968 | 3     | Hultrasson perd le nord   | Dupuis  | 3       | Hultrasson perd le nord   | 44     | album broché en couleur |
| janvier 1974 | 5     | L’Eau de politesse        | Dupuis  | 4       | L’Eau de politesse        | 44     | album broché en couleur |